# Bize-Minervois
Bize-Minervois – miejscowość i gmina we Francji, w regionie Oksytania, w departamencie Aude. Przez miejscowość przepływa rzeka Cesse. 
Według danych na rok 1990 gminę zamieszkiwało 807 osób, a gęstość zaludnienia wynosiła 39 osób/km² (wśród 1545 gmin Langwedocji-Roussillon Bize-Minervois plasuje się na 398. miejscu pod względem liczby ludności, natomiast pod względem powierzchni na miejscu 363.).

## Zabytki
Zabytki w miejscowości posiadające status Monument historique:
- grottes de Las Fons et du Moulin